# Ponte-Cesso

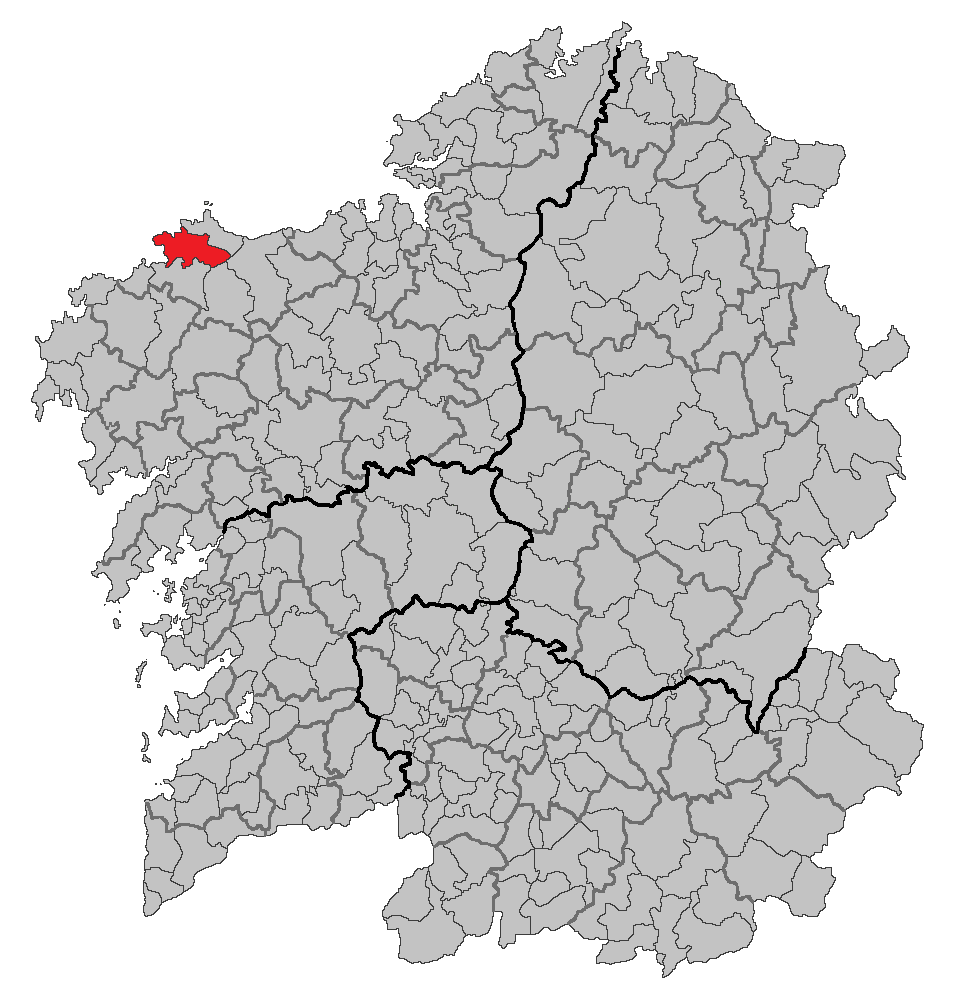
Localização de Ponteceso

Ponte-Cesso (Ponteceso; em espanhol, Puenteceso) é um município da Espanha na província da Corunha, comunidade autónoma da Galiza, de área 92,01 km² com população de 6 494 habitantes (2007) e densidade populacional de 74,01 hab/km².

## Demografia
| Variação demográfica do município entre 1991 e 2004 | Variação demográfica do município entre 1991 e 2004 | Variação demográfica do município entre 1991 e 2004 | Variação demográfica do município entre 1991 e 2004 |
| --------------------------------------------------- | --------------------------------------------------- | --------------------------------------------------- | --------------------------------------------------- |
| 1991                                                | 1996                                                | 2001                                                | 2004                                                |
| 8035                                                | 7663                                                | 6906                                                | 6810                                                |

### Galeria de imagens

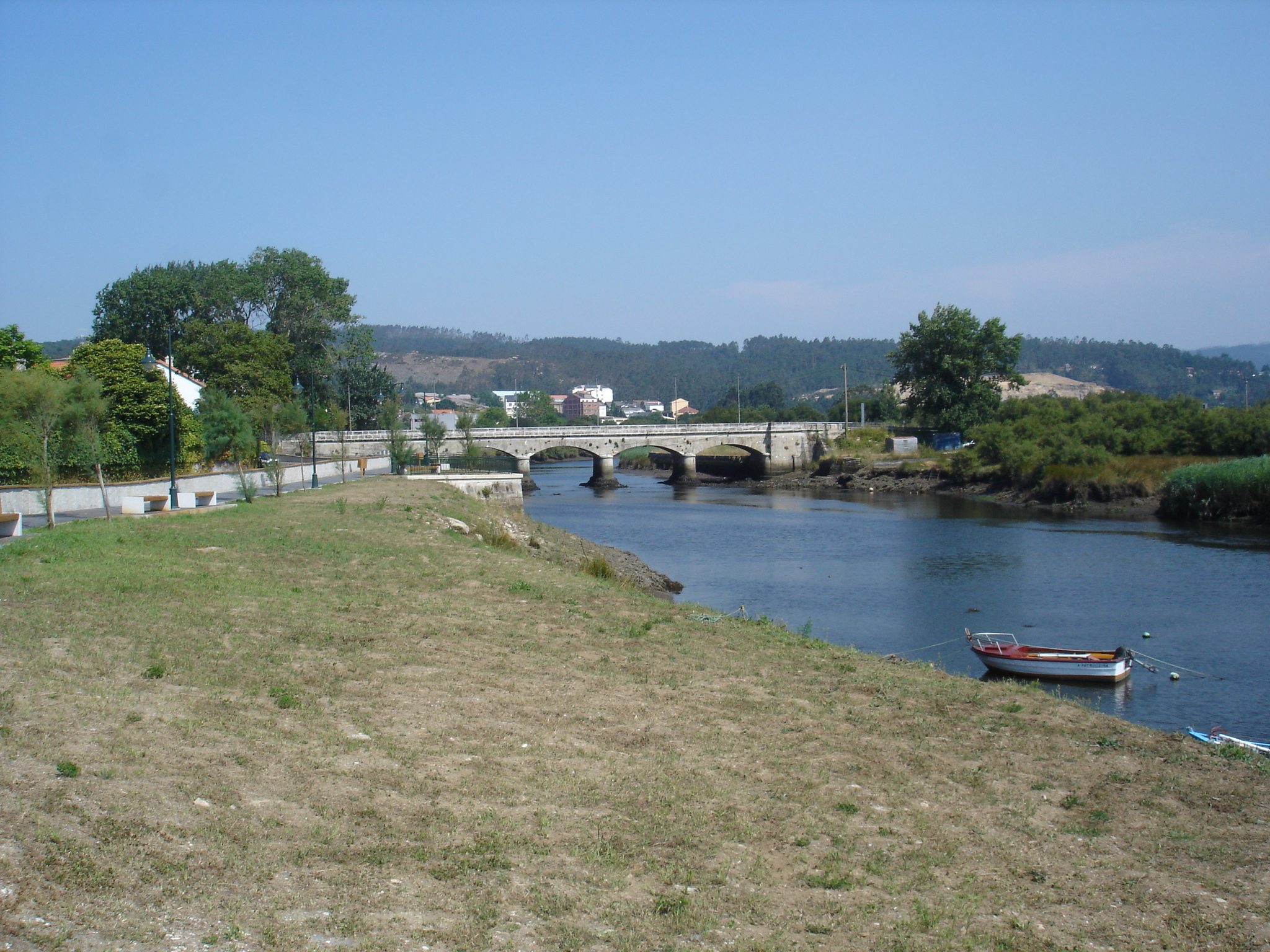
Ponte, rio Anllóns
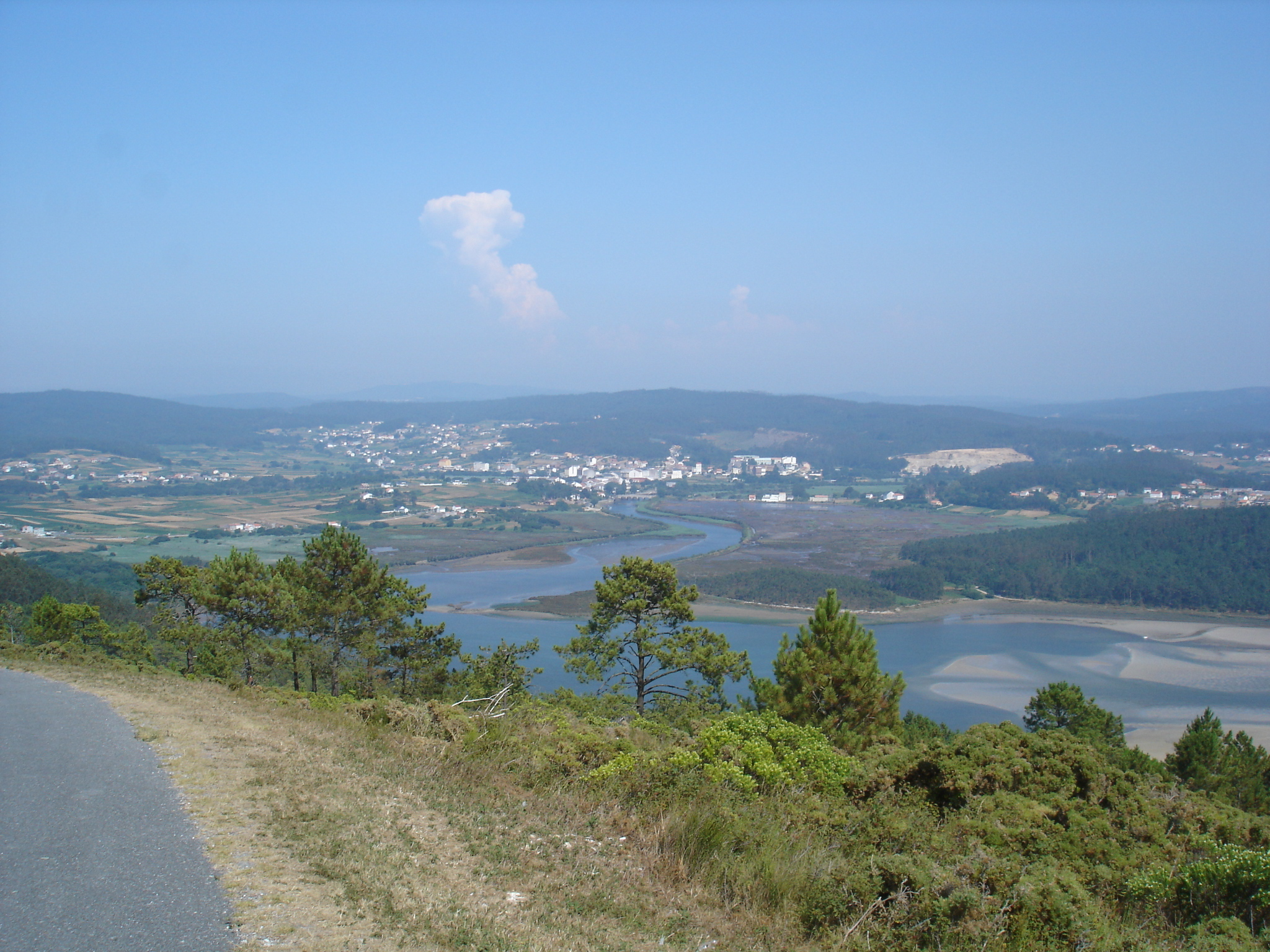
Ponteceso
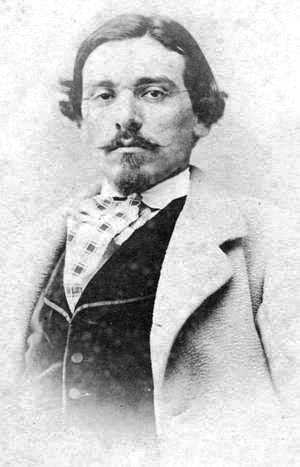
Eduardo Pondal nasceu o 8 de abril de 1835 em Ponteceso